# Aurelija
Aurelija ist ein weiblicher litauischer oder slowenischer Vorname.

## Herkunft und Bedeutung
Der Name Aurelija ist eine litauische und slowenische Variante des Namens Aurelia, der wiederum eine weibliche Form von Aurelius darstellt. Übersetzen lässt sich der Mädchenname mit der Bedeutung die Goldene oder die aus Gold Gemachte.
Sein Ursprung liegt im Lateinischen, abgeleitet von den Begriffen aurum für „Gold“ oder aurĕus für „golden“, „vergoldet“ und „goldfarben“.

## Namensträgerinnen
- Aurelija Misevičiūtė (* 1986), litauische Tennisspielerin
- Aurelija Stancikienė (* 1966), litauische Politikerin, Mitglied des Seimas